# Enrico Colli
Enrico Colli (ur. 11 grudnia 1896 w Cortina d’Ampezzo, zm. 28 maja 1982 tamże) – włoski biegacz narciarski,  uczestnik Zimowych Igrzysk Olimpijskich 1924.
W biegu olimpijskim w Chamonix zajął dwunastą pozycję na 18 kilometrów oraz dziewiątą w biegu na 50 kilometrów.
Jego młodszy brat Vincenzo również startował na igrzyskach olimpijskich w 1924 w biegu na 50 kilometrów (zajął 11. miejsce).

## Osiągnięcia

### Igrzyska olimpijskie
| Igrzyska       | Data             | Konkurencja                      | Czas      | Miejsce | Strata  | Zwycięzca     | Źródło |
| -------------- | ---------------- | -------------------------------- | --------- | ------- | ------- | ------------- | ------ |
| 1924, Chamonix | 30 stycznia 1924 | bieg na 50 km techniką klasyczną | 4:10:50   | 5.      | 26:18   | Thorleif Haug | [ 5 ]  |
| 1924, Chamonix | 2 lutego 1924    | bieg na 18 km techniką klasyczną | 1:26:32,4 | 12.     | 12:15,6 | Thorleif Haug | [ 6 ]  |